# Прыжки в воду на летних Олимпийских играх 1948
Соревнования по прыжкам в воду на летних Олимпийских играх 1948 года проводились среди мужчин и женщин с 30 июля по 6 августа.

## Общий медальный зачёт
| Место | Страна  | Золото | Серебро | Бронза | Всего |
| ----- | ------- | ------ | ------- | ------ | ----- |
| 1     | США     | 4      | 4       | 2      | 10    |
| 2     | Дания   | 0      | 0       | 1      | 1     |
| 2     | Мексика | 0      | 0       | 1      | 1     |
|       |         |        |         |        |       |
| Итого | Итого   | 4      | 4       | 4      | 12    |

## Медалисты

### Мужчины
| Дисциплина   | Золото          | Серебро             | Бронза                 |
| ------------ | --------------- | ------------------- | ---------------------- |
| Трамплин 3 м | Брюс Харлан США | Миллер Андерсон США | Сэмми Ли США           |
| Вышка 10 м   | Сэмми Ли США    | Брюс Харлан США     | Хоакин Капилья Мексика |

### Женщины
| Дисциплина   | Золото              | Серебро                   | Бронза                    |
| ------------ | ------------------- | ------------------------- | ------------------------- |
| Трамплин 3 м | Виктория Дрейвс США | Зои Энн Ольсен-Йенсен США | Пэтси Эльсенер США        |
| Вышка 10 м   | Виктория Дрейвс США | Пэтси Эльсенер США        | Бирте Кристофферсен Дания |